# Такасуги Шинсаку
Такасуги Шинсаку (Јап.高杉晋作 Takasugi Shinsaku) (27. септембар 1839 — Шимоносеки, 17. мај 1867) био је самурај из округа Чошу и истакнута личност која је имала знатног удела у Меиџи обнови.
Као борац против Шогуната често је у сакривању користио алијас Тани Уменосуке (Јап.谷梅之助 „Tani Umenosuke“).

## Детињство и младост
Такасуги је рођен у граду Хаги, месту која је била престоница тада округа Чошу (у данашње време префектура Јамагучи) као син Такасуги Кочуте, самураја средње класе. Као млад приступио је чувеној школи Јошида Шоина "Шока Сонџуку" чије ће учење имати великог утицаја на њега. Током студио одлучио је да се посвети модернизацији Чошу војске и 1858. године приступа војној школи под контролом шогуната у Еду "Шохеико" али већ се у следећој години враћа кући под наређењем свога клана. Без обзира на своје ране године, Такасуки је био веома утицајан и у округу Чошу био је један од најгласнијих заговореника „Соно џои“ покрета који је захтевао протеривање странаца. Када је Британска делегација посетила Едо 12. децембра 1862. године, Такасуки ће бити један од самураја умешан у нападу на странце.

## Страна искуства
Упркос политици изолације „сакоку“ током Едо периода, Такасуги добија наређење да 1862. године за потребе клана оде у тајности до Шангаја у Кини и истражи снагу западног оружја. Такасугијева посета се подударила са тајпиншким устанком па се лично могао уверити у разорност ватреног наоружања. Када је видео однос европских земаља и њихову тежњу за колонизацију Кине, Такасуги се вратио у Јапан уверен, да у циљу да се иста ствар не деси Јапану, морају модернизовати војску и прибавити модерно наоружање и технику.

## Шотаи и Кихеитаи
Такасуги долази до револуционарне идеје да сачини јединицу милиције (шотаи) сачињену од обичних људи ван ратничке класе. Под феудалном владавином само је самурајима било дозвољено да поседују оружје а Такасуги упркос збрани промовише и регрутује све класе стварајући једну социјално измешану паравојну организацију. У овој јединици статус није био битан па су се у борбама борили и земљорадници, трговци, занатлије, сумо-борци па чак и свештеници али је и даље број професионалних ратника, самураја и даље био доминантан. Такасуги је јасно видео да средња класа трговаца и фармера може обезбедити одређену финансијску моћ која може учврстити војне снаге области и обезбедити економску стабилност, али пошто вође округа Чошу нису биле превише вољне да превише мењају социјалну структуру области, само одређени број несамурајског становништва је дозвољен у борби.
Специјална јединица Шотаи, основана је 1863. под директном командом Кихеитаија који се састојао од 300 војника од којих су пола били самураји. Због пропагирања „Соно џои“ идеологије Такасуги бива притворен након што је избио Анти-Чошу удар у Кјоту 1863. године, претећи да угрози учествовање Чошу округа у националној политици.

## Спољашња и унутрашња криза
Међутим, хан Чошу није имао другог избора него да се опет ослони на Такасугија када је област претрпела велики пораз у бомбардовању Шимоносекија од стране страних бродова и морнаричке војске Британије, Француске, Холандије и САД. Након што је претрпео велике губитке, хан је овом демострацијом коначно схватио какву војну технологију и предност има западна војска наспрам Јапана, терајући вође да се позабаве реформом наоружања, тактике и технологије. Округ је зато позвао Такасугија да као особа са иностраним искуством (који је тада имао само 25 година) буде главни и одговорни за војна питања округа а колики је његов утицај био говори и то да му је у исто време поверена и одговорност у преговорима о миру са четири западне силе.
Имајући у виду болан пораз код Шимоносекија, Такасуги је схватио да директно суочељавање са западним силама не може бити опција. Уместо тога Јапан мора да усвоји најмодернију војну тактику и технологију са Запада. Такасуги реорганизује своју Кихеитаи милицију у јединицу опремљену најмодернијим пушкама обучену знањем западне тактике и стратегије. Додатно, Такасуги користи свој утицај који је имао са „Соно џои“ покретом да промовише блажу политику према западу па се покрет „Подржимо цара, протерајмо странце“ претворио у блажу анти-бакуфу фракцију за смењивање Токугава шогуната као неопходну ставку за јачање Јапана против иностраних влада.
Ослабљена од стране западних сила, Чошу не успева да се одбрани од експедиције монтиране од стране Бакуфуа, јесени 1864. године која је знак одмазде за покушај преузимања власти над Кјотом. У почетку, конзервативне снаге које су подржавале помирење са Бакуфуом у циљу обезбеђивања мира у области су биле доминантне у Чошу политици па су Такасуги и његови борци морали да беже из места да би избегли заробљавање. Такасуги само са неколико десетина присталица, укључујући и будућих политичких лидера попут Јамагата Аритомоа, Ито Хиробумија и Иноуе Каоруа, окупили су се у месту Конкура у Кјушуу припремајући напад на конзервативце Чошуа. Грађански рат ове области почео је 13. јануара 1865. године.
У овом рату Такасуги и његов Кихеитаи имали су главну улогу јер се његова јединица показала супериорном наспрам традиционалне самурајске војске. Серијом кратких и брзих напада уз помоћ снага Кидо Такајошија, Такасуги је осигурао победу у марту 1865. године. Постао је главни човек политике Чошу хана настављајући да доприноси на пољу увоза оружја и подизању трупа. Ове реформе показаће се успешним за Чошу на чак четири фронта које су водили против шогуната током тз. „Другог похода на Чошу“, 1866. године а чију победу је на два фронта лично Кихеитаи заслужан. Такасуги је успео да од мале јединице направи једнако разорну војску која може парирати професионалној самурајској великог броја људи. Победом над снагама Токугава шогуната, војска Бакуфуа била дикредитована па остали окрузи верни влади окрећу се против и приступају округу Чошу што ће временом довести до свргавања феудалне владавине и Меиџи обнове.

## Смрт
Нажалост Такасуги није доживео да види свој успех. Са својих 28 година, умире од туберкулозе, 17. маја 1867. године. Снаге његове јединице Кихеитаи преузима Јамагата Аритомо. Годину дана касније Токугава шогунат коначно бива збачен и наступа период Меиџи обнове. Након што је уставовљена нова јапанска империјална армија, 1870. године, Кихеитаи бива расформљен.

## Заоставштина
Такасуги Шинсаку је један од централних фигура раног периода Меиџи обнове, познат по својим војним талентима и политичким вештинама, међутим због своје преране смрти не постаје један од вођа и политичара који ће оформити нову јапанску власт у Меиџи ери. У свом родном граду Хагију у западном Јапану и даље се памти као тајанствени и амбициозни херој који је дао сав свој труд и снагу да би модернизовао и реформисао не само војску већ политику као и социјална питања Јапанске земље и друштва.

## У популарној култури
- Такасуги је велика инспирација у причама о самурајима Едо периода а као такав често се појављује не само у документарним филмовима и серијама, већ и у виду стрипова и цртаних филмова. У чувеној манги Rurouni Kenshin Такасуги је један од карактера који регрутује главног (и измишљеног) лика Химура Кеншина да приступи Кихеитаију пре него што га Чошу вођа Кацура Когоро регрутује да буде Hitokiri Battōsai. (убица за потребе политичких циљева). Мада приказан као груби ратник, заправо је позитиван лик у причи јер избегава непотребне конфликте и моли Кацуру да га поштеди и не регрутује главног лика за убицу. У јапанској верзији цртаћа, глас му позајмљује Ватару Такаги а у енглеској Џејсон Фелпс.
- Такасуги је инспирација за лик Такасуги Шинсукеа, једног од главних негативаца у комичном серијалу „Гинтама“.
- У игрици (а и касније у анимираном серијалу) „Bakumatsu Rock“ Такасуги је басиста у рок бенду који води Сакамото Рјома.